# Bezrobocie

Bezrobocie na świecie w 2009 roku

Bezrobocie – zjawisko społeczne polegające na tym, że część ludzi zdolnych do pracy i pragnących ją podjąć nie znajduje zatrudnienia.

## Definicja
Pojęcie osoby bezrobotnej oznacza ogólnie osobę niezatrudnioną, nieprowadzącą działalności gospodarczej i niewykonującą innej pracy zarobkowej, zdolną i gotową do podjęcia zatrudnienia (w pełnym lub niepełnym wymiarze czasu pracy).
W Polsce bardzo rozbudowaną i szczegółową definicję terminu „bezrobotny” podaje w art. 2 pkt 1 ustawy z dnia 20 marca 2025 r. o rynku pracy i służbach zatrudnienia (Dz.U. z 2025 r. poz. 620) (do 31 maja 2025 r. art. 2 ust. 1 pkt 2 ustawy o promocji zatrudnienia i instytucjach rynku pracy (Dz.U. z 2022 r. poz. 690)).
Międzynarodowa Organizacja Pracy za bezrobotnego uznaje osobę w wieku 15–74 lat, która jednocześnie spełnia trzy warunki: w okresie badanego tygodnia nie była osobą pracującą, aktywnie poszukiwała pracy i była gotowa podjąć pracę w badanym tygodniu lub następnym. Za bezrobotnego uważa również osobę, która nie poszukiwała pracy, ponieważ miała pracę zapewnioną i oczekiwała na jej rozpoczęcie przez okres nie dłuższy niż 3 miesiące oraz była gotowa ją podjąć.
Długotrwale bezrobotnym jest osoba pozostająca bez pracy przez co najmniej 12 miesięcy w ciągu ostatnich dwóch lat.
Stopa bezrobocia to liczba bezrobotnych podzielona przez aktywnych zawodowo w danej kategorii ludności. Aktywni zawodowo definiowani są przez GUS jako osoby pracujące plus osoby poszukujące pracy plus bezrobotni plus niepełnosprawni (z możliwością zatrudnienia w niektórych zawodach). Natomiast do aktywnych zawodowo cywilów nie wlicza się pracowników wojska, policji oraz służb ochrony państwa.
Osoby bezrobotne i pracujące są określane jako aktywne zawodowo i przeciwstawiane biernym zawodowo.
Stopa bezrobocia nie jest precyzyjną miarą zjawiska. Jej wysokość zależy bowiem od arbitralnie przyjmowanych kryteriów prawnych. Te różnią się w zależności od państwa, jak i w czasie. Można temu zaradzić na kilka sposobów, np. ustalając międzynarodowe standardy mierzenia bezrobocia, bądź też używając innych mierników takich jak stosunek liczby zatrudnionych do ludności w wieku ekonomicznie czynnym.

## Fazy bezrobocia w ujęciu psychologii[3][4]
Faza 1: obawa utraty pracy – pobudzenie, zmiany nastroju, labilność emocjonalna
Faza 2: szok po utracie pracy – poczucie klęski, krzywdy, upokorzenie, lęk przed przyszłością, przygnębienie
Faza 3: wchodzenie w sytuację bezrobocia i optymizm – efekt urlopu, traktowanie sytuacji jako przejściowej, aktywność, wiara w sukces
Faza 4: pesymizm i rezygnacja – negatywne reakcje emocjonalne, problemy zdrowotne i finansowe
Faza 5: fatalizm i apatia, dopasowanie do sytuacji – poczucie beznadziejności, dążenie do izolacji społecznej, redukcja oczekiwań życiowych i zainteresowań

## Przyczyny bezrobocia
Istnieje wiele powodów, dla których osoby chcące pracować i zdolne do pracy nie znajdują zajęcia odpowiadającego ich aspiracjom i wymaganiom finansowym:
- Względnie wysokie dla pracodawców koszty pracy, niepokrywające korzyści ekonomicznych płynących z zatrudnienia pracownika. Receptą jest obniżenie części tych kosztów, np. poprzez obniżenie podatków i składek od niskich płac, czy płacy minimalnej wraz ze wzrostem zasiłków dla pracujących[5]. Jest to jednak przedmiotem kontrowersji natury politycznej.
- Niedopasowanie popytu i podaży na określony rodzaj pracy – bezrobocie strukturalne. Np. w gospodarce może być za dużo rolników w stosunku do faktycznych potrzeb rynku, a jednocześnie za mało chirurgów czy informatyków. Bezrobocie takie najczęściej dotyka sektory gospodarki o niskiej wartości dodanej, dużej konkurencji i wrażliwe na cykle koniunkturalne.
- Sztywne i opresywne dla pracodawcy prawo pracy. Pracodawcy, mimo że potrzebują w danej chwili pracowników, mogą obawiać się zatrudniania ze względu na potencjalne późniejsze problemy ze swobodnym zwalnianiem czy zapewnieniem określonych warunków pracy, którym nie są w stanie podołać.
- Niedopasowanie terytorialne miejsc zapotrzebowania na pracę i zasobów siły roboczej. Znalezienie pracy wymaga wtedy zmiany miejsca zamieszkania.
- Prawna reglamentacja pracy – konieczność uzyskiwania państwowych bądź korporacyjnych pozwoleń oraz licencji na pracę. Efektem jest m.in. redukcja liczby pracowników mogących wykonywać dany zawód, a co za tym idzie wzrost bezrobocia i spadek konkurencyjności w branży[6].
- Między zakończeniem pracy w poprzednim miejscu pracy, a jej podjęciem w nowym mija pewien czas. Ten typ bezrobocia określa się mianem bezrobocia frykcyjnego i jest ono zazwyczaj niskie, a także nie ma istotnego wpływu na gospodarkę.
- Brak doświadczenia zawodowego wśród absolwentów. Dla pracodawcy adaptacja nowozatrudnionego do stanowiska pracy zwykle jest inwestycją, której np. w warunkach wysokiego bezrobocia nie ma sensu podejmować. Korzystniej jest zatrudnić pracownika doświadczonego.
- Okresowo niski popyt na dany produkt czy usługę, spowodowany np. kryzysem gospodarczym, słabym zarządzaniem przedsiębiorstwem, zmianami prawnymi bądź wysoką konkurencją. Pracodawcy redukują skalę biznesu i w celu szybkiego ograniczenia strat zwalniają załogę. Istnieją gałęzie i branże o niewielkiej wrażliwości na ten czynnik.
- Sztywność wynagrodzeń (nieelastyczność lub niska wynagrodzeń w sytuacji spadku popytu na pracę lub wzrostu jej podaży)[7].

### Czynniki wpływające na zjawisko bezrobocia
Na rozmiar zjawiska bezrobocia wpływ mają czynniki społeczne, ponieważ jest to zjawisko powstałe w społeczeństwie. Rozmiar bezrobocia zależy od systemu gospodarczego i aktualnie prowadzonej polityki krajowego rynku pracy. Związane jest zwykle z poziomem nowych inwestycji i trwałym zatrudnianiem pracowników w nowo powstałych i nowoczesnych zakładach pracy sektora publicznego lub prywatnego.
Istnieją problemy z zebraniem rzetelnych danych:
- osoby pracujące nielegalnie mogą rejestrować się jako bezrobotne celem osiągnięcia korzyści z systemu pomocy społecznej
- osoby zdolne do pracy, którym niesłusznie przyznano renty z tytułu niezdolności do pracy, nie pracują, choć są zdolne do pracy, nie znajdują się jednak w statystykach bezrobocia
- w gospodarce centralnie planowanej, a rzadziej w rynkowej, zatrudnienie jest niewspółmiernie duże do potrzeb firmy. Jest to tzw. bezrobocie ukryte. Osoby te można byłoby zwolnić nie powodując większych strat w gospodarce, nie figurują one jednak w statystykach bezrobocia

## Skutki

### Ekonomiczne skutki bezrobocia
Zgodnie z prawem Okuna okresy, w których poziom bezrobocia jest wysoki, to okresy, w których faktyczny poziom PNB spada poniżej jego poziomu potencjalnego. A zatem wysokiemu poziomowi bezrobocia towarzyszy wysoki poziom produktu, którego wytworzenia zaniechano.
Szacuje się, że na każdy procent, o jaki faktyczna stopa bezrobocia przewyższa naturalną stopę bezrobocia, realny PKB jest niższy o 3% od PKB potencjalnego przy pełnym wykorzystaniu zdolności produkcyjnych

### Pozytywne skutki bezrobocia
- korzystny wpływ na konkurencyjność na rynku pracy, stymulacja wzrostu poziomu wykształcenia i kwalifikacji zawodowych wśród osób poszukujących pracy
- wzrost motywacji do kształcenia, do zwiększania nakładów na inwestycje w kapitał ludzki, co prowadzi do przyspieszenia procesów długofalowego wzrostu gospodarczego kraju
- możliwość realokacji zasobów ludzkich przy głębokich przemianach strukturalnych gospodarki z zawodów nieopłacalnych i nieefektywnych do zawodów nowoczesnych i efektywnych
- walka z inflacją, wyższy poziom bezrobocia oznacza bowiem osłabienie pozycji pracowników i związków zawodowych[9] w przetargach płacowych z pracodawcami, co z kolei prowadzi do zmniejszenia presji na wzrost płac. Wzrost bezrobocia osłabia także dynamikę popytu na towary, która odgrywa rolę w kształtowaniu inflacji
- wzrost motywacji pracowników do bardziej efektywnej i solidnej pracy oraz ograniczenie nadmiernej fluktuacji kadr, przez co dochodzi do racjonalizacji zatrudnienia i poprawy efektywności gospodarowania
- zainteresowanie elastycznymi formami pracy, w tym wolontariatem[9] jako elementem Indywidualnego Planu Działania osoby bezrobotnej zawieranego z doradcą zawodowym
- poznawanie innych kultur poprzez krótkotrwałą migrację zarobkową[10][11]

### Negatywne skutki bezrobocia
Niektórzy teraźniejsi psychologowie uważają, że bezrobocie jest równie destrukcyjne co terroryzm, nacjonalizm, szowinizm, czy narkomania. Poniżej wymienione są niektóre z negatywnych skutków bezrobocia:
- trudności materialne
- utrata statusu społecznego oraz kwalifikacji zawodowych
- obniżenie samooceny i wiary we własne siły
- problemy rodzinne
- problemy natury psychicznej
- w niektórych przypadkach bezdomność, a także alkoholizm, czy narkomania
- niewykorzystany potencjał ludzki
- możliwe zwiększenie przestępczości
- poszerzanie się ubóstwa

## Instrumenty aktywizacji zawodowej
- prace społecznie użyteczne
- staż
- szkolenia
- prace interwencyjne
- przygotowanie zawodowe dorosłych
- finansowanie badań lekarskich lub psychologicznych
- zwrot kosztów przejazdu
- zwrot kosztów zakwaterowania
- studia podyplomowe
- jednorazowe przyznanie środków na rozpoczęcie działalności gospodarczej
- otrzymanie środków na założenie spółdzielni socjalnej
- skierowanie do uczestnictwa w zajęciach centrum integracji społecznej lub klubu integracji społecznej
- wolontariat

## Rodzaje bezrobocia
- bezrobocie krótkookresowe – bezrobocie średniookresowe – bezrobocie długookresowe – bezrobocie chroniczne
- bezrobocie jawne – bezrobocie ukryte
- bezrobocie strukturalne – bezrobocie technologiczne
- bezrobocie cykliczne – bezrobocie sezonowe
- bezrobocie klasyczne – bezrobocie neoklasyczne
- bezrobocie frykcyjne – bezrobocie z wyboru